# Odorín
Odorín (bis 1927 slowakisch „Odorin“; deutsch Dirn, ungarisch Szepesedelény – bis 1907 Odorin) ist eine Gemeinde im Osten der Slowakei mit 1013 Einwohnern (Stand 31. Dezember 2024) und gehört zum Okres Spišská Nová Ves, einem Teil des Košický kraj sowie zur traditionellen Landschaft Zips.

## Geographie
Die Gemeinde befindet sich im Südteil des Talkessels Hornádska kotlina am Bach Odorica im Einzugsgebiet des Hornád. Das Gemeindegebiet ist leicht hügelig und größtenteils von Landwirtschaft geprägt. Im Süden grenzt es an den Hornád, wo sich eine Felsenformation namens Markušovský hríb befindet. Das Ortszentrum liegt auf einer Höhe von 441 m n.m. und ist fünfeinhalb Kilometer von Spišská Nová Ves entfernt.
Nachbargemeinden sind Danišovce im Norden, Jamník im Nordosten und Osten, Matejovce nad Hornádom im Südosten, Markušovce im Süden, Lieskovany und Spišská Nová Ves im Westen sowie Harichovce im Nordwesten.

## Geschichte

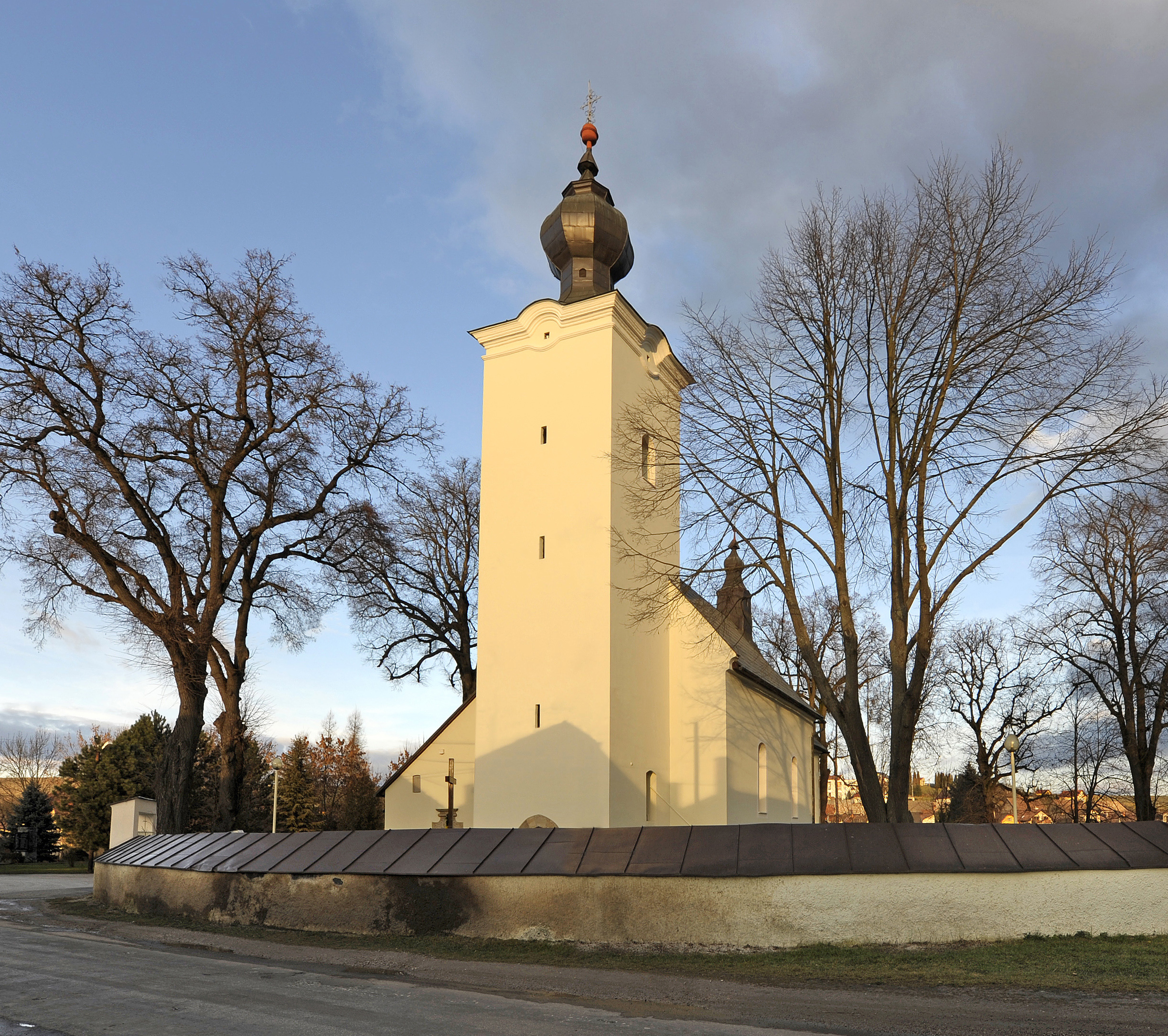
Kirche in Odorín

Der Ort wurde zum ersten Mal 1263 als Odorin schriftlich erwähnt. Dirn war zuerst Teil des Bunds der Zipser Sachsen, ehe es 1465 zum Herrschaftsgebiet der Zipser Burg kam. 1828 zählte man 73 Häuser und 551 Einwohner, deren Haupteinnahmequellen Forst- und Landwirtschaft waren. 1831 nahmen viele Einwohner am Ostslowakischen Bauernaufstand teil.
Bis 1918 gehörte der im Komitat Zips liegende Ort zum Königreich Ungarn und kam danach zur Tschechoslowakei beziehungsweise heute Slowakei.

## Bevölkerung
| Jahr                | 1994 | 2004    | 2014    | 2024    |
| ------------------- | ---- | ------- | ------- | ------- |
| Anzahl der Personen | 841  | 892     | 952     | 1013    |
| Unterschied         |      | +6,06 % | +6,72 % | +6,40 % |

| Jahr                | 2023 | 2024    |
| ------------------- | ---- | ------- |
| Anzahl der Personen | 1016 | 1013    |
| Unterschied         |      | −0,29 % |

Gemäß der Volkszählung 2011 wohnten in Odorín 940 Einwohner, davon 924 Slowaken und zwei Polen. Zwei Einwohner gaben eine andere Ethnie an und bei 12 Einwohnern liegt keine Angabe zur Ethnie vor.
814 Einwohner bekannten sich zur römisch-katholischen Kirche, 31 Einwohner zur griechisch-katholischen Kirche und neun Einwohner zur Evangelischen Kirche A. B.; sechs Einwohner bekannten sich zu einer anderen Konfession. 37 Einwohner waren konfessionslos und bei 43 Einwohnern wurde die Konfession nicht ermittelt.

## Bauwerke
- römisch-katholische Nikolauskirche im romanisch-gotischen Stil aus dem 13. Jahrhundert, im 18. Jahrhundert barockisiert und 1806 um eine Kapelle ergänzt
- Pfarrhof, ursprünglich im Barock-, 1826 im klassizistischen Stil gestaltet